# Pfarrhof (Poysbrunn)

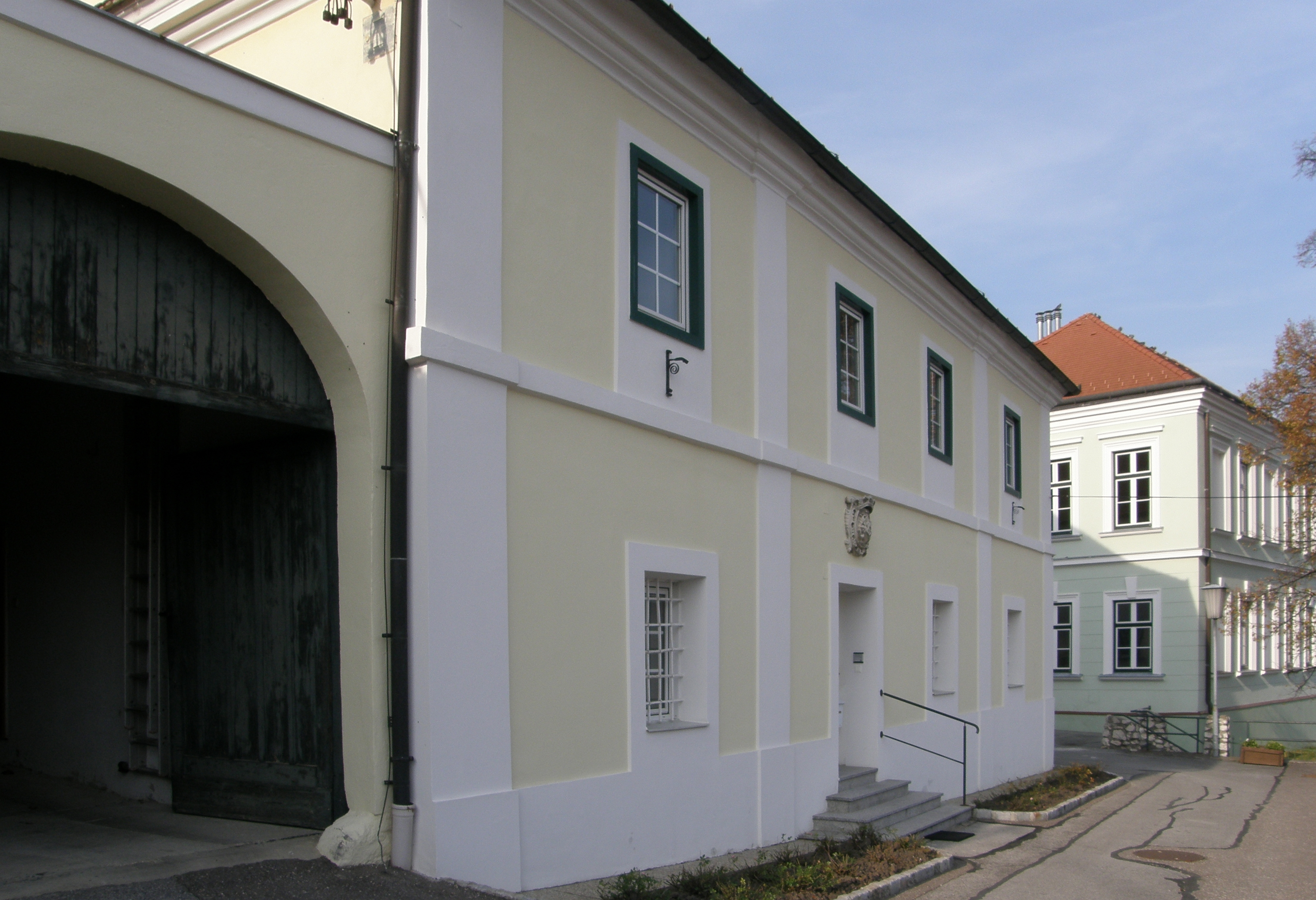
Pfarrhof Poysbrunn

Der Pfarrhof von Poysbrunn in Niederösterreich ist ein zweigeschoßiger, traufständiger Bau aus dem 16./17. Jahrhundert. Er wurde im 18. Jahrhundert verändert und steht heute unter Denkmalschutz (Listeneintrag). Zusammen mit der Pfarrkirche gehört er zum Dekanat Poysdorf.
Die Fassade ist durch Lisenen gegliedert und hat ein profiliertes Traufgesims. Die erneuerten Fenster sind zum Teil mit gekehlten Sohlbänken ausgestattet. Über dem Eingang befindet sich eine Kartusche mit dem Wappen der Trautsons. Die Räume im Erdgeschoß haben zum Teil Kreuzgratgewölbe aus dem 17. Jahrhundert sowie Platzlgewölbe auf Putzschnittgurten aus dem 18. Jahrhundert. Ebenfalls aus dem 18. Jahrhundert stammt die Christusfigur am Pfarrhof.